# Конвой № 3206
Конвой № 3206 — японський конвой часів Другої світової війни, проведення якого відбувалось у лютому 1944 року.
Пунктом призначення конвою був атол Трук (Чуук) у центральній частині Каролінських островів, де ще до війни створили головну базу японського ВМФ в Океанії. Вихідним пунктом став розташований у Токійській затоці порт Йокосука (саме звідси традиційно вирушала більшість конвоїв на Трук).
До складу конвою увійшли транспорти «Гйотен-Мару» (Gyoten Maru), «Тацуха-Мару», «Сінкьо-Мару» (Sinkyo Maru), «Рюко-Мару» (Ryuko Maru) та «Зуйкай-Мару» (втім, відносно двох останніх можливо також зустріти згадки, що вони вирушили з Токійської затоки кількома днями раніше в конвої № 3131). Охорону забезпечували есмінець «Фуджінамі», кайбокан (фрегат) «Амакуса» і мінний загороджувач «Нацусіма».
Загін вийшов із порту 6 лютого 1944 року. 9 лютого він заходив на острів Хатідзьо́ (острови Ідзу), але тієї ж доби рушив далі. Існують підстави вважати, що надалі «Сінкьо-Мару» могло залишитись на Маріанських островах, оскільки відомо, що 27 лютого «Амакуса» разом з іншим фрегатом «Мікура» повели «Сінкьо-Мару» із Сайпану на Трук (можливо відзначити, що в цьому рейсі «Сінкьо-Мару» і загине).
15 лютого 1944 року з Труку вийшов мисливець за підводними човнами CH-24, який повинен був зустріти конвой за три сотні кілометрів від атола та підсилити його охорону. Утім, № 3206 затримався і CH-24 не зміг виконати завдання. Зате 16 лютого ескорт все-таки поповнився переобладнаним тральщиком «Хагоромо-Мару».
За пару годин після опівночі 17 лютого 1944 року, коли конвой знаходився дещо більш ніж за дві сотні кілометрів на північний захід від Труку, американський підводний човен USS Tang випустив по ньому чотири торпеди та досяг двох влучань у «Гйотен-Мару», яке перевозило близько 1200 бійців. Менш ніж за годину цей транспорт розломився навпіл та невдовзі затонув. Загинуло 8 членів екіпажу та невідома кількість військовослужбовців. Під ранок есмінець «Фуджінамі» взяв на борт так багато вцілілих з «Гйотен-Мару», що був вимушений перервати рятувальну операцію через загрозу перевертання. Також можливо відзначити, що за пару годин після загибелі «Гйотен-Мару» наказ прямувати на допомогу конвою отримав мисливець за підводними човнами CH-29.
Зі світанком 17 лютого 1944 року сама база на Труці була атакована потужним авіаносним угрупованням в межах операції «Хейлстоун». За дві години по опівдні, коли конвой знаходився дещо більш ніж за сотню кілометрів від Труку, чотири пікіруючі бомбардувальники з авіаносця USS Intrepid атакували «Тацуха-Мару», на борту якого перебували понад 1 тисяча бійців, а також 16 танків, боєприпаси, паливо і продовольство. Уражений 454-кг бомбою транспорт затонув, загинуло 535 військовослужбовців та моряків. Ще близько 800 осіб підібрали інші кораблі, зокрема, відомо, що після заходу сонця на місце катастрофи для проведення рятувальних робіт повернулись «Фуджінамі» та «Амакуса».
Майже одночасно із «Тацуха-Мару» авіацією було потоплене «Зуйкай-Мару», яке чи то рухалось в конвої, чи то змогло полишити лагуну атола після початку ударів.
18 лютого 1944 року залишки конвою прибули на Трук.